# Enerhija Lwów
Enerhija Lwów (ukr. Спортивний Клуб «Енергія» Львів, Sportywnyj Kłub „Enerhija” Lwiw) – ukraiński klub futsalu z siedzibą we Lwowie, występujący w futsalowej Ekstra-lidze Ukrainy.

## Historia
Chronologia nazw:
- 2001–2010: Enerhija Lwów (ukr. «Енергія» Львів)
- 2011: Enerhija-Tajm Lwów (ukr. «Енергія-Тайм» Львів)
- 2011–...: Enerhija Lwów (ukr. «Енергія» Львів)

Klub futsalu Enerhija Lwów został założony 1 lipca 2001 na bazie Spółki z o.o. „LwiwObłEnerho” we Lwowie.
W pierwszym sezonie 2001/02 zajął 2. miejsce w Pierwszej Lidze i awansował do Wyższej Ligi.
W 2007 roku klub osiągnął najwyższy sukces – zdobył mistrzostwo Ukrainy.
5 stycznia 2011 odbyła się fuzja z innym lwowskim klubem Tajm. Trener i większość piłkarzy zasiliła nowy klub, który otrzymał nazwę Enerhija-Tajm Lwów. Latem 2011 klub przywrócił poprzednią nazwę Enerhija Lwów.
Obecnie gra w najwyższej klasie rozgrywek ukraińskiego futsalu.

## Sukcesy
Sukcesy krajowe
- Mistrzostwo Ukrainy:
  - 1. miejsce (1x): 2006/07
  - 2. miejsce (3x): 2005/06, 2007/08, 2010/11
  - 3. miejsce (1x): 2009/10
- Puchar Ukrainy:
  - zdobywca (1x): 2010/11
  - finalista (1x): 2005/06
- Superpuchar Ukrainy:
  - finalista (3x): 2006, 2007, 2011
- Puchar Ligi Ukrainy:
  - finalista (2x): 2002/03, 2004/05
- Pozostałe sukcesy:
- Pierwsza Liha:
  - 2. miejsce (1x): 2001/02
- Międzynarodowy Turniej „Dina Open Cup” (w Moskwie):
  - 1. miejsce (1x): 2007
- Międzynarodowy Turniej „Puchar Hałyczyny” (we Lwowie):
  - 1. miejsce (2x): 2006, 2006
- Międzynarodowy Turniej Energetyków (w Nowołukomlu):
  - 2. miejsce (1x): 2002, 2003
- Międzynarodowy Turniej „Beskidy Futsal Cup” (w Bielsku-Białej):
  - 1. miejsce (1x): 2011[2]

Sukcesy międzynarodowe
- Puchar UEFA w futsalu:
  - 3. miejsce w grupie D elit-round (1x): 2007/08

## Hala
Drużyna rozgrywa swoje mecze w Hali Pałacu Sportu „Hałyczyna”, znajdującej się przy ul. Kreczeńska 8, 79000 Lwów.